# 翡翠王牌號
翡翠王牌號(Emerald Ace)是一艘6400CEU滾裝運輸船，長200公尺是世界上首艘太陽能的油電複合動力系統重型滾裝船，2012年6月份啟航使用，由三菱重工、松下集团和商船三井共同开发設計，三菱實體建造。本船是2009年日本国土交通省“降低远洋船排放量”项目资助的實驗性產物。
船上有一套160kW太阳能发电系统與储存2200kWh电能的锂电池，电池位于双层底内并作为压载使用。船舶停泊时，柴油发电机完全关闭，电池提供船舶所需的全部电力，从而实现零碳排放。